# Pseudoleskea laevifolia
Pseudoleskea laevifolia är en bladmossart som beskrevs av Georg Friedrich von Jaeger 1878. Pseudoleskea laevifolia ingår i släktet Pseudoleskea och familjen Leskeaceae. Inga underarter finns listade i Catalogue of Life.